# Yasuhiko Niimura
Yasuhiko Niimura (Shizuoka, 11 mei 1970) is een voormalig Japans voetballer.

## Carrière
Yasuhiko Niimura speelde tussen 1993 en 2003 voor JEF United Ichihara, Consadole Sapporo en Jatco.